# Майкъл Джей Фокс
Майкъл Джей Фокс (на английски: Michael J. Fox) с рождено име Майкъл Андрю Фокс (Michael Andrew Fox) е канадско-американски актьор.
Известен е с участието си в трилогията „Завръщане в бъдещето“ като Марти Макфлай, в „Сянката на смъртта“ като Франк Банистър, в комедийния сериал „Шеметен град“ като Майк Флеърти и много други.
През 1991 г. е диагностициран с болест на Паркинсон, но обявява своето състояние през 1998 г.

## Кратка биография
Роден като Майкъл Андрю Фокс на 9 юни 1961 г. в Едмънтън, Албърта, Канада. Син на актрисата Филис и полицая и служител на Канадската армия Уилиам Фокс. Има три сестри – Кели, Кеърън и Джаки. Поради професията на бащата семейството често се мести от едно на друго място в Канада, и при пенсионирането му през 1971 г. се установява в Бърнаби, Британска Колумбия – предградие на Ванкувър. Там Майкъл посещава гимназия, в която има театрален салон, наречен на негово име.
На 18 години се премества в Лос Анджелис за да търси кариера като актьор. Дебютът му е под името Майкъл Фокс, и първоначално е възнамерявал да продължи да използва това име. Когато обаче се регистрира в Американската гилдия на актьорите, се оказва, че възрастният актьор Майкъл Фокс вече използва това име. В автобиографията си и в интервюта Майкъл разказва, че му се е наложило да използва друго име. Не харесвал как звучи „Ендрю“ или „Енди“ Фокс, не желаел да използва инициала от това име, за да няма шеги от типа на „Майкъл А? Фокс“, и не искал тийнейджърските списания да го наричат „Michael, A Fox“ (Майкъл Лисицата). Затова решил да използва различен инициал, и избрал „Джей“ в знак на почит към актьора Майкъл Джей Полард. Понякога се шегува, че „J“ произлиза от „Jenius“ или „Jenuine“ (на английски език – неграмотни изписвания на „гений“ и „оригинален“).
На 7 декември 1998 г. актьорът признава пред списание People, че още през 1991 г. е диагностициран като болен от Болестта на Паркинсон. Отишъл на лекар, защото по време на снимките на „Док Холивуд“ (1991), забелязал, че показалецът му потръпва неконтролируемо. През 1998 той се снима в успешния познат и в България сериал „Шеметен град“ и често му се налага да крие дясната си ръка в джоба си. Майкъл Джей Фокс участва в сериала с голям успех от началото му през 1996 до януари 2000, когато болестта му не му позволява да продължи. Въпреки тежките препятствия, пред които го изправя борбата с болестта, Майкъл Джей Фокс продължава да работи в киното като озвучава любимата семейна мишка в хитовата поредица „Стюарт Литъл“.
С неостаряващия си вид на честно момче, готово за някоя добросърдечна шега, Майкъл Джей Фокс винаги е бил един от най-симпатичните и харесвани актьори от своето поколение. Той беше Алекс Кийтън в любимия на Америка сериал „Семейни връзки“ и Марти Макфлай в любимата на цял свят трилогия „Завръщане в бъдещето“. При това се справи със славата си изключително добре и внесе искреност и скромност, които не се срещаха често сред звездите през '80-те години. Майкъл Фокс, Джим Кери и покойният Раймънд Бър са начело в списъка на канадците с най-големи успехи в американската телевизия.
Актьорът има 4 деца със съпругата си, Трейси Полан – Сам Майкъл (роден 1989), близнаците Акина Катлийн и Шулер Ф. Грансес (родени 1996) и Исме Анабел (родена 2001). За отношението си към работата си, актьорът казва „Внимавам да не бъркам превъзходно свършената работа със съвършенството. Първото мога да го постигна; съвършенството е работа на Господ“. А по повод заболяването си от Паркинсон – „Хората често ме питат, дали си задавам въпроса 'Защо аз?', на което обикновено отговарям, 'А защо да не съм аз?“

## Актьорска кариера
Професионалният актьорски дебют на Майкъл е на 15-годишна възраст – явява се на прослушване и получава ролята на 10-годишно момче в сериала, наречен „Лео и аз“ (Leo and Me) през 1976 г.. Привлякъл вниманието като най-новата звезда на канадската телевизия и кино, Майкъл не пропуска и възможността да играе и на театралната сцена.
В САЩ е открит от продуцента Роналд Шедло, и дебютира на американския телевизионен екран във филма „Писма от Франк“. Отначало получава няколко малки участия в телевизионни шоута, сериала Palmerstown, U.S.A. (1980), но ранният му успех свършва и предложенията за роли секват. Известно време Майкъл се храни само с макарони и постепенно разпродава покъщнината си. Тогава се обажда агентът му и му предлага да яви на прослушване за ролята, която ще го прослави.

### „Семейни връзки“
Първото му явяване на кастинг за ролята на Алекс П. Кийтън, арогантният тийнейджър-републиканец от телевизионния сериал „Семейни връзки“, стартирал през 1982 г., не е много успешно – създателят на филма Гари Дейвид Голдбърг не го смята за подходящ за ролята. Директорката по кастинга Джудит Вайнер успява да убеди Голдбърг да даде на Фокс още един шанс. След втория кастинг Голдбърг променя мнението си, но този се противопоставя висшият мениджър в NBC, Брандън Тартикоф. Голдбъг се опитва да убеди Тартикоф, че Фокс е подходящ за ролята, и Тартикоф накрая отстъпва с думите: „Карай, щом си решил. Но ми помни думата – това не е лице, което ще видиш върху кутия за храни по поръчка.“ (В САЩ е честа практика върху кутиите, в които се разнасят поръчките за храна по домовете, да има изобразени популярни актьори). Няколко години по-късно, след огромния успех на „Завръщане в бъдещето“, Тартикоф получава по пощата от Майкъл Джей Фокс кутия за храни по поръчка с лицето на актьора на нея, и запазва тази кутия в офиса си до края на кариерата си.
Началото на „Семейни връзки“ не е много успешно – сериалът едва е подновен след първия сезон. През 1984 г. го дават заедно с шоуто на Козби вечер в четвъртък, и двете предавания заемат първите две места в Нилсъновите рейтинги до 1987 г., когато „Семейни връзки“ е изместен в неделя вечер. За изпълнението си на Алекс П. Кийтън Фокс печели три награди „Еми“ и една награда Златен глобус. Един от прочутите епизоди на сериала от 1987 г., „Името ми е Алекс“, е режисиран като театрална постановка: в него Алекс посещава психиатър, за да се справи със смъртта на най-добрия си приятел. В издание на „Телевизионен справочник“ от 1997 г. този епизод е класиран на 68 място в историята на телевизията. В друго издание, от 1999 г., Алекс П. Кийтън е класиран на 27 място в списъка на 50-те най-популярни телевизионни герои на всички времена.
Фокс среща за пръв път бъдещата си съпруга Трейси Полан при снимането на сериала през 1985 – 1986 г., когато тя изпълнява ролята на приятелката на Алекс Елън Рийд. Двамата отново се срещат на екрана във филма от 1988 г. „Ярки светлини, голям град“.

### „Завръщане в бъдещето“
Майкъл Джей Фокс изпълнява главната роля, на тийнейджъра-пътешественик във времето Марти Макфлай, във филма „Завръщане в бъдещето“ (1985 г.) на режисьора Робърт Земекис. Успехът на филма е изключителен, и превръща Майкъл Джей Фокс в звезда. Заснети са успоредно две продължения на филма – „Завръщане в бъдещето 2“ (1989 г.) и „Завръщане в бъдещето 3“ (1990 г.), които повтарят успеха на първия филм. Планиран е бил и четвърти филм, но заболяването на актьора осуетява плановете.
Както и повечето други водещи актьори от филма, Фокс изпълнява по няколко роли в него. В продълженията той се явява като Марти Макфлай (на 17 и на 47 години), като сина му Марти Макфлай-младши, като дъщеря му Марлин Макфлай и като прапрадядо му Шиниъс Макфлай.

### Други филми
Сред другите филми, в които се е снимал, изпълнява водещи роли в High School U.S.A. (1983) (ТВ), Poison Ivy (1985) (ТВ), Teen Wolf (1985), The Secret of My Succe$s (1987), Bright Lights, Big City (1988), Light of Day (1987), The Hard Way (1991), „Доктор Холивуд“ (1991), For Love or Money (прожектиран в някои държави под името The Concierge) (1993), Life with Mikey (1993), Greedy (1994), The American President (1995), Mars Attacks! (1996), The Frighteners (1996).
Фокс изпълнява също гласовите роли на Стюарт Литъл в едноименния филм и продължението му, на булдога Шанс в „Homeward Bound: The Incredible Journey“ и продължението му „Homeward Bound II: Lost in San Francisco“, на Майло Тач в „Атлантида: Изгубената империя“.
В началото на ситкома „Шеметен град“ Фокс изпълнява ролята на Майк Флеърти, заместник-кмет на Ню Йорк. След като напуска сериала, той е заместен от Чарли Шийн, който изпълнява ролята на Чарли Крауфорд. Докато участва във филма, Фокс е и негов изпълнителен продуцент, и след напускането си продължава да бъде посочван като изпълнителен консултант.
През 2004 г. Фокс участва в комедийния сериал „Смешно отделение“ в ролята на д-р Кевин Кейси, който страда от обсесивно-компулсивно разстройство. През 2006 г. той се появява в четири епизода на „Адвокатите от Бостън“ в ролята на пациент с белодробен рак, който при изпитания на експериментално лекарство използва влиянието си, за да получи истинското лекарство вместо плацебото. В началото на сезон 3 продуцентите отново показват героя му на екран. Въпреки че героят умира преди края на сезона, Фокс получава награда „Еми“ за най-добър гостуващ актьор. През 2009 г. се появява в пети сезон в сериала „Спаси ме“ с кратка роля. През 2010 г. участва в епизод от сериала „Добрата съпруга“, където изпълнява ролята на адвокат, очаква се още един епизод с негово участие, който предстои да бъде заснет през 2011 г.

## Личен живот
Фокс се жени на 16 юли 1988 г. за актрисата Трейси Полън, в Уест Маунтин Ин в Арлингтън, Вермонт. Двамата имат четири деца: Самюъл Майкъл (роден на 30 май 1989 г.), близначките Акуина Катлийн и Шуйлър Франсис (родени на 15 февруари 1996 г.), и Есме Анабел (родена на 3 ноември 2001 г.). Фокс има двойно гражданство – канадско и на САЩ.
Симптомите на ранна форма на болест на Паркинсон се появяват при Фокс още през 1990 г., докато се снима във филма „Док Холивуд“. Правилната диагноза обаче е поставена чак година по-късно. През 1998 г. той решава да оповести официално заболяването си, и оттогава е известен поддръжник на научните изследвания в областта на лечението на болестта на Паркинсон. Организира фондацията „Майкъл Джей Фокс“, за да подпомага проучванията в областта на Паркинсоновата болест чрез изследвания върху ембрионални стволови клетки.
Един от малкото хора, които са знаели преди 1998 г., че Фокс страда от болест на Паркинсон, е Чарлз Крогуел, един от най-добрите му приятели и негов дубльор при снимането на „Док Холивуд“. По-късно двамата създават система за прикриване на симптомите на Майкъл.
През 1998 г. Фокс получава звезда на Канадската Алея на славата.
На 14 май 2008 г. Фокс получава почетна степен – докторат по изящни изкуства – при завършването на 176-ия випуск на Нюйоркския университет. Няколко дни по-късно, на 22 май, той става доктор по право хонорис кауза от Университета на Британска Колумбия.
През 2006 г. Фокс обяснява в интервю на Кейти Курик, причините за политическата си активност. „Аз съм в тази ситуация заедно с милиони други американци... и ние имаме правото, ако има начини да се справим, да търсим тези начини с пълната подкрепа на нашите политици“, казва той.
Две години по-рано Фокс се появява в телевизионна реклама за предизборната кампания на републиканеца Арлен Спектър за сенатор. В рекламата, спонсорирана от кампанията на Спектър, Фокс коментира, че Спектър „разбира проблема“, и се чува гласът на Спектър, който казва: „Има надежда.“
На 18 юли 2006 г. Фокс се появява в интервю, записано от предаването на ABC, „Добро утро, Америка“, в подкрепа на проектозакон на Сената (т.нар. Закон за поощряване на изследванията със стволови клетки), който би увеличил централното финансиране за този тип изследвания. Законът обаче се проваля поради вето, наложено от президента Джордж У. Буш.
При изборите в САЩ през 2006 г. Фокс подкрепя кандидати на базата на тяхната подкрепа за изследванията с ембрионални стволови клетки (но не и за тези със стволови клетки от възрастни индивиди). Той се появява на събирания, организирани от няколко кандидати, сред които са сенаторът от Ню Джърси Боб Менендес]], секретарят на щата Айова и кандидат за губернатор Шет Кулвър, кандидатката от Илинойс за члена на Конгреса, Тами Дъкуорт, кандидатът за сенатор от Вирджиния, Джеймс Уеб и конгресменът и кандидат за сенатор от Охайо, Шеръд Браун.

### Дискусии около политическа реклама през 2006 г.
В края на октомври 2006 г. Фокс се появява в телевизионна реклама в предизборна кампания в подкрепа на Клеър Маккаскъл, кандидатка на Демократическата партия за сенатор в щата Мисури, и срещу сенатора Джим Талънт заради противопоставянето му на федералното финансиране за изследванията с ембрионални стволови клетки. Фокс се явява в подобни реклами и в Уисконсин в подкрепа на губернатора Джим Дойл, и в Мериленд в подкрепа на конгресмена и кандидат за сенатор Бен Кардин. И тримата подкрепени политици печелят изборите.
Консервативният журналист и водещ в дискусионно радиопредаване Ръш Лимбоуг разбунва духовете с твърдението си, че Фокс „или не е бил взел лекарствата си, или е играел“ в рекламата за Маккаскъл, и нарича Фокс „абсолютен безсрамник“. Според вестник „Вашингтон Пост“, Лимбоуг казал на слушателите си също и че Фокс „пресилва ефектите на болестта... Той целият се тресе и трепери, това определено е игра“. По-късно Лимбоуг казва, че ще се извини на Фокс, „ако съм сгрешил в преценката на поведението му в тази реклама като игра...“ Елейн Ричмън, невроложка от Балтимор и съавтор на книгата „Паркинсоновата болест и семейството“, се изказва, че „Всеки, който познава добре болестта, би преценил движенията му като класическа тежка форма на болест на Паркинсон. Всяко друго тълкуване би било неинформирано.“
Фокс отговаря на коментарите на Лимбоуг: „Трудно е за хора, които не страдат от болест на Паркинсон, или не я познават, да разберат симптомите ѝ, и как действа болестта и как лечението. Всеки ден състоянието на болния е различно, според както се случи.“

### Фокс за Паркинсоновата болест
Болестта на Паркинсон е хронично неврологично заболяване, което се характеризира с четири основни симптома: ригидност (тип „оловна тръба“, или „зъбчато колело“, тремор при покой, нестабилност на равновесието и брадикинезия (забавени движения). Излекуване към момента не е възможно; лекарствата дават облекчаване на симптомите. Фокс използва лекарството Sinemet, търговско наименование на медикамента леводопа. С течение на времето ефективността на лечението с леводопа намалява, и както и много други болни от Паркинсонова болест, Фокс удължава ефективността му, като взима колкото се може по-малко.
В мемоара си „Щастливецът“ Фокс споменава, че не взел лекарството си, преди да свидетелствува пред Комисията по приложенията към Сената на САЩ през 1998 г.: „Умишлено реших да се явя пред комисията без да съм взел лекарство. Смятах, че този случай изисква свидетелството ми за ефектите на болестта и за спешната необходимост да се помогне на страдащите от нея, трябва да бъде не само чуто, но и видяно. За хора, които никога не са ме виждали в такъв вид, сигурно преобразяването е било стряскащо.“
След продължително лечение с леводопа може да се развие дискинезия, различна от типичната за Паркинсоновата болест. В интервю от април 2002 г. Фокс обяснява какво прави, когато симптомът се появи по време на интервю:
По-скоро съм излишно предпазлив в тези случаи – мисля, че „излишно“ е правилната дума – и вземам твърде големи дози преди интервюта. Симптомите, които хората виждат в такива случаи, са обикновено дискинезия, която е реакция на лечението. Ако се оставя единствено на симптомите на Паркинсоновата болест, често ми е трудно да говоря. Говорът става труден и неразбираем и е трудно да седя неподвижен, на едно място. Симптомите на дискинезията са различни и ги предпочитам пред тези на Паркинсоновата болест. Непрекъснатото ръкомахане и другите неща са определено за предпочитане пред чистите Паркинсонови синдроми. Затова постъпвам така.
При интервютата си не съм имал никога проблеми с Паркинсоновите синдроми, защото взимам мерки да изгълтам достатъчно Синемет, понякога дори прекалено много. За мен това е по-добрият вариант. Така не изглеждам като във всекидневния си живот. Много паркинсоници ми казват: „Вземаш прекалено много лекарства“. Отговарям им: „Седни ти срещу Лари Кинг, да те видя няма ли да вземеш“.

## Филмография
| Филми     | Филми                                                             | Филми                                             | Филми                                                          |
| Година    | Филм                                                              | Роля                                              | Друго                                                          |
| --------- | ----------------------------------------------------------------- | ------------------------------------------------- | -------------------------------------------------------------- |
| 1980      | Среднощни лудории Midnight Madness                                | Скот                                              |                                                                |
| 1982      | Клас от 1984 Class of 1984                                        | Артър                                             |                                                                |
| 1985      | Завръщане в бъдещето Back to the Future                           | Марти Макфлай                                     |                                                                |
| 1985      | Тийнейджър-вълк Teen Wolf                                         | Скот                                              |                                                                |
| 1987      | Светлината на деня Light of Day                                   | Джо                                               |                                                                |
| 1987      | Тайната на моя успех The Secret of My Succe$s                     | Брантли Фостър/Карлтън Уитфилд                    |                                                                |
| 1988      | Ярки светлини, голям град Bright Lights, Big City                 | Джейми                                            |                                                                |
| 1989      | Жертвите на войната Casualties of War                             | Ериксън                                           |                                                                |
| 1989      | Завръщане в бъдещето 2 Back to the Future II                      | Марти Макфлай Марти Макфлай младши Марлен Макфлай |                                                                |
| 1990      | Завръщане в бъдещето 3 Back to the Future Part III                | Марти Макфлай Шеймъс и Маги Макфлай               |                                                                |
| 1991      | Трудният начин The Hard Way                                       | Ник / Рей                                         |                                                                |
| 1991      | Доктор Холивуд Doc Hollywood                                      | Д-р Бенджамин Стоун                               |                                                                |
| 1993      | Homeward Bound: The Incredible Journey                            | Шанс                                              | Глас                                                           |
| 1993      | Да живееш с Мики Life with Mikey                                  | Майкъл „Мики“ Чапмън                              |                                                                |
| 1993      | Любов или пари For Love or Money                                  | Дъг                                               |                                                                |
| 1994      | Когато реките текат на север Where the Rivers Flow North          | Клейтън                                           |                                                                |
| 1994      | Алчни хора Greedy                                                 | Даниъл                                            |                                                                |
| 1995      | Синьо в лицето Blue in the Face                                   | Пит                                               |                                                                |
| 1995      | Коравосърдечни Coldblooded                                        | Тим Александър                                    |                                                                |
| 1995      | Американският президент The American President                    | Люис                                              |                                                                |
| 1996      | Homeward Bound II: Lost in San Francisco                          | Шанс                                              | Глас                                                           |
| 1996      | Сянката на смъртта The Frighteners                                | Франк Банистър                                    |                                                                |
| 1996      | Марсиански атаки Mars Attacks!                                    | Джейсън Стоун                                     |                                                                |
| 1999      | Стюарт Литъл Stuart Little                                        | Стюарт Литъл                                      | Глас                                                           |
| 2001      | Атлантида: Изгубената империя Atlantis: The Lost Empire           | Milo James Thatch                                 | Глас                                                           |
| 2002      | Магистрала 60 Interstate 60                                       | Господин Бейкър                                   |                                                                |
| 2002      | Стюарт Литъл 2 Stuart Little 2                                    | Стюарт Литъл                                      | Глас                                                           |
| 2005      | Стюарт Литъл 3: Зовът на дивото Stuart Little 3: Call of the Wild | Стюарт Литъл                                      | Глас                                                           |
| 2009      | Коледна песен                                                     | Малкия Тим                                        | Глас                                                           |
| Телевизия |                                                                   |                                                   |                                                                |
| Година    | Заглавие                                                          | Роля                                              | Бележки                                                        |
| 1973      | The Beachcombers                                                  |                                                   | Episode: Truck Logger                                          |
| 1977      | The Magic Lie                                                     |                                                   | Епизод: „Майсторът“                                            |
| 1979      | Писма от Франк                                                    | Рики                                              | Телевизионен филм на CBS                                       |
| 1979      | Лу Грант                                                          | Пол Стоун                                         | Епизод: „Деца“                                                 |
| 1980      | Palmerstown, U.S.A.                                               | Уили Джо Хол                                      |                                                                |
| 1980      | Семейство                                                         | Ричард Топол                                      | Епизод: Such a Fine Line                                       |
| 1980      | Trouble in High Timber Country                                    | Томас Елстън                                      | Телевизионен филм на ABC                                       |
| 1981      | Trapper John, M.D.                                                | Елиът Шуицър                                      | Епизод: „Мозъчното дете“                                       |
| 1981      | Лео и аз                                                          | Джейми                                            |                                                                |
| 1982–1989 | Семейни връзки                                                    | Алекс П. Кийтън                                   |                                                                |
| 1983      | Любовна лодка                                                     |                                                   | Епизод: I Like to Be in America...                             |
| 1983      | Гимназия САЩ                                                      | Джей Джей Манърс                                  | Телевизионен филм и телевизионен пилот на NBC                  |
| 1984      | Нощен съд                                                         | Еди Симс                                          | Епизод: Santa Goes Downtown                                    |
| 1984      | The Homemade Comedy Special                                       | Гост                                              | Телевизионен специален филм на NBC                             |
| 1985      | Отровната Айви                                                    | Денис Бакстър                                     | Телевизионен специален филм на NBC                             |
| 1986      | Филмовият фестивал на Дейвид Летерман                             |                                                   | Телевизионен специален филм на NBC Сегмент: The Iceman Hummeth |
| 1988      | Mickey's 60th Birthday                                            | Алекс Кийтън                                      | Телевизионен специален филм                                    |
| 1990      | Sex, Buys & Advertising                                           |                                                   | Телевизионен специален филм                                    |
| 1991      | На живо в събота вечер                                            | Host                                              | Епизод: Майкъл Джей Фокс/The Black Crowes                      |
| 1991      | Разкази от криптата                                               | Прокурор                                          | Епизод: „Капанът“                                              |
| 1994      | Не пийте от водата                                                | Аксел Маджи                                       | Телевизионен специален филм на ABC                             |
| 1996–2001 | Шеметен град                                                      | Майк Флеърти                                      |                                                                |
| 2002      | Clone High                                                        | Gandhi's Remaining Kidney                         | Глас Епизод: Escape to Beer Mountain: A Rope of Sand           |
| 2004      | Смешно отделение                                                  | Д-р Кевин Кейси                                   | Епизод: My Catalyst Епизод: My Porcelain God                   |
| 2006      | Адвокатите от Бостън                                              | Даниъл Пост                                       |                                                                |
| 2007      | Пендел                                                            | Марсел Магът                                      |                                                                |

## Награди и номинации
Канадската алея на славата (Canada's Walk of Fame)
- 2000: Inducted, Canada's Walk of Fame

Награди „Сатурн“ (Saturn Awards)
- 1986: Награда за най-добър актьор – „Завръщане в бъдещето“
- 1997: Номинация за най-добър актьор – „Сянката на смъртта“

Aftonbladet TV Prize, Sweden
- 2001: Награда, Best Foreign TV Personality

Американски комедийни награди (American Comedy Awards)
- 1996: Номинация, Най-забавен поддържащ актьор във филм – „Американският президент“
- 1999: Номинация, Най-забавен мъжки изпълнител в телевизионен сериал (Водеща роля) – „Шеметен град“
- 2000: Номинация, Най-забавен мъжки изпълнител в телевизионен сериал (Водеща роля) – „Шеметен град“

Награди „Еми“ (Emmy Awards)
- 1985: Номинация, Изключителен поддържащ актьор в сериал – комедия – „Семейни връзки“
- 1986: Награда, Изключителен водещ актьор в сериал – комедия – „Семейни връзки“
- 1987: Награда, Изключителен водещ актьор в сериал – комедия – „Семейни връзки“
- 1988: Награда, Изключителен водещ актьор в сериал – комедия – „Семейни връзки“
- 1989: Номинация, Изключителен водещ актьор в сериал – комедия – „Семейни връзки“
- 1997: Номинация, Изключителен водещ актьор в сериал – комедия – „Шеметен град“
- 1998: Номинация, Изключителен водещ актьор в сериал – комедия – „Шеметен град“
- 1999: Номинация, Изключителен водещ актьор в сериал – комедия – „Шеметен град“
- 2000: Награда, Изключителен водещ актьор в сериал – комедия – „Шеметен град“
- 2006: Номинация, Изключителен гостуващ актьор в драматичен сериал – „Адвокатите от Бостън“

Семейни телевизионни награди (Family Television Awards)
- 2000: Награда

„Златен глобус“ (Golden Globe Awards)
- 1986: Номинация, Най-добро актьорско изпълнение в телевизионен сериал – комедия или мюзикъл – „Семейни връзки“
- 1986: Номинация, "Best Performance by an Actor in a Motion Picture – Comedy/Musical" – Back to the Future
- 1987: Номинация, Най-добро актьорско изпълнение в телевизионен сериал – комедия или мюзикъл – „Семейни връзки“
- 1988: Номинация, Най-добро актьорско изпълнение в телевизионен сериал – комедия или мюзикъл – „Семейни връзки“
- 1989: Награда, Най-добро актьорско изпълнение в телевизионен сериал – комедия или мюзикъл – „Семейни връзки“
- 1997: Номинация, Най-добро актьорско изпълнение в телевизионен сериал – комедия или мюзикъл – „Шеметен град“
- 1998: Награда, Най-добро актьорско изпълнение в телевизионен сериал – комедия или мюзикъл – „Шеметен град“
- 1999: Награда, Най-добро актьорско изпълнение в телевизионен сериал – комедия или мюзикъл – „Шеметен град“
- 2000: Награда, Най-добро актьорско изпълнение в телевизионен сериал – комедия или мюзикъл – „Шеметен град“

Nickelodeon Kids' Choice Awards
- 1988: Награда, Любим телевизионен актьор – „Семейни връзки“
- 1990: Награда, Любим филмов актьор – Back to the Future Part II
- 2000: Номинация, Любим глас от анимационен филм – Stuart Little
- 2000: Номинация, Любим телевизионен актьор – „Шеметен град“

Награда „Изборът на публиката“
- 1997: Награда, Най-любимо мъжко изпълнение в нов сериал

Награди „Сателит“ (Satellite Awards)
- 1997: Номинация, Най-добро актьорско изпълнение в телевизионен сериал – комедия или мюзикъл – „Шеметен град“
- 1998: Номинация, Най-добро актьорско изпълнение в телевизионен сериал – комедия или мюзикъл – „Шеметен град“
- 1999: Номинация, Най-добро актьорско изпълнение в телевизионен сериал – комедия или мюзикъл – „Шеметен град“

Screen Actors Guild Awards
- 1999: Награда, Изключително изпълнение на мъжки актьор в сериал – комедия – „Шеметен град“
- 2000: Награда, Изключително изпълнение на мъжки актьор в сериал – комедия – „Шеметен град“

TV Guide Awards
- 1999: Номинация, Любим актьор в комедия – „Шеметен град“
- 2000: Номинация, Любим актьор в комедия – „Шеметен град“

TV Land Awards
- 2007: Номинация, Break Up That Was So Bad It Was Good – „Семейни връзки“ (с Кортни Кокс)

Viewers For Quality Television Awards
- 1986: Награда, Най-добър поддържащ актьор в сериал – комедия – „Семейни връзки“
- 1987: Награда, Най-добър поддържащ актьор в сериал – комедия – „Семейни връзки“

Холивудска алея на славата – „Алея на славата“